# Пикеной, Николас Элиас
Николас Элиас по прозванию Пикеной (нидерл. Nicolaes Eliaszoon Pickenoy; 10 января 1588, Амстердам — 1654, Амстердам) — голландский живописец фламандского происхождения.

## Биография
Николас Элиас был сыном антверпенского каменщика-строителя Элиаса Класа Пикеноя (1565—1640) и Хелтье Лоренс Йонге (1562—1638), которая эмигрировала в Амстердам до рождения сына. Семья жила недалеко от Старой церкви (Oude Kerk); в 1621 году Николас Элиас женился на Левейнтье Боуэнс (1599—1656), сироте 21 года. У них было десять детей: Сара и Элиас умерли молодыми.
Пикеной, возможно, был учеником Корнелисa ван дер Вортa, а учеником Пикеноя, предположительно, был Бартоломеус ван дер Хелст.
Пикеной, как и многие голландские художники, в частности Рембрандт и Хелст, писал большие групповые портреты членов ремесленных гильдий, ополчений стрелков (Schuttersstukken), регентов приютов и индивидуальные портреты местных или национальных знаменитостей, таких как Николас Тульп, Корнелис де Графф, Мартен Тромп и Йохем Свартенхонт, муж Элизабет Бас. Самая ранняя картина, приписываемая художнику, — «Урок остеологии доктора Себастьяна Эгбертца де Ври» (Osteologische presentatie van Dr. Sebastiaen Egbertz de Vrij) 1619 года, ныне находящаяся в Историческом музее Амстердама.
Расцвет творчества художника пришёлся на 1630—1637 годы, период, отмеченный многочисленными заказами от известных покровителей. После 1637 года он писал мало, за исключением нескольких престижных — и прибыльных — групповых портретов. Помимо портретов, он также написал несколько картин на библейские сюжеты, одну из которых можно увидеть в Музее монастыря Святой Екатерины. В Рейксмюсеуме Амстердама и Амстердамском историческом музее хранятся многие из его лучших работ.
Около 1638 года Пикеной приобрёл дом рядом с домом Рембрандта ван Рейна у Николаса Сейса Пау, на углу улиц Синт-Антонисслёйс и Йоденбрестраат, в оживлённом районе со множеством мастерских художников, торговцев произведениями искусства и ювелиров. До 1620 года дом принадлежал его хозяину Корнелису ван дер Ворту, а с 1626 года он сдавал его в аренду Хендрику ван Эйленбургу. В 1631—1634 годах последний сотрудничал с Рембрандтом, который написал множество портретов для ван Эйленбурга. Таким образом, дом, купленный Пикеноем, на протяжении десятилетий был центром портретной живописи города Амстердама. В 1639 году Рембрандт вернулся в этот район, купив дом рядом с домом Пикеноя, на месте нынешнего Rembrandthuis.
Работы Пикеноя трудно отличить от работ некоторых его современников. Для его картин характерны яростно вторгающийся свет, который резко выделяет головы портретируемых, несколько преувеличенные жесты, большие зеленовато-коричневые тени.

## Галерея

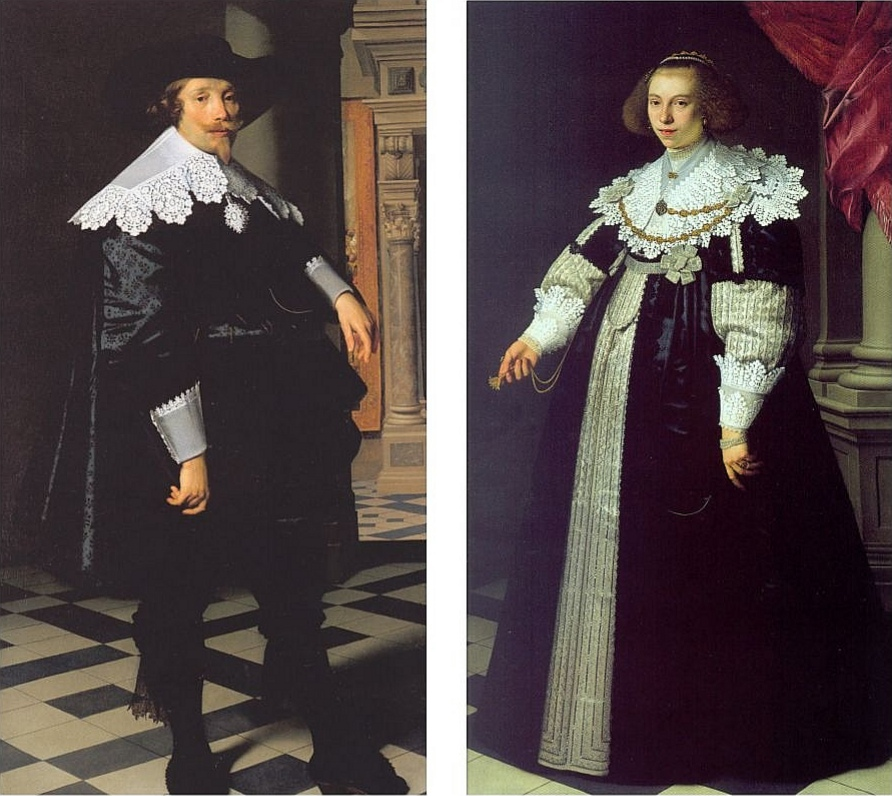
Портрет Корнелиса де Граффа, бургомистра Амстердама, и Катарины Хофт. 1636. Холст, масло. Берлинская картинная галерея
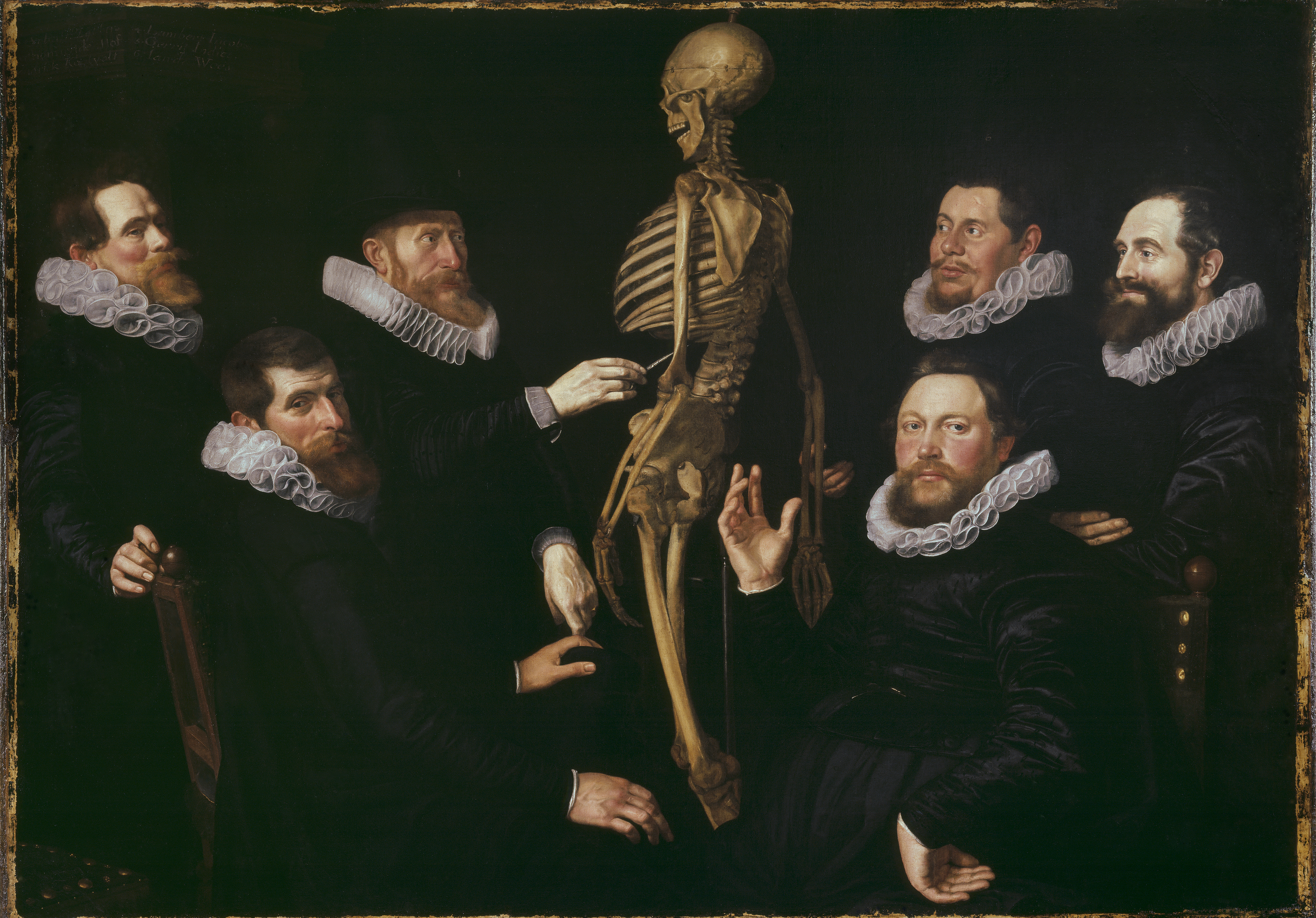
Урок остеологии доктора Себастьяна Эгбертца де Ври. 1619. Холст, масло. Исторический музей, Амстердам
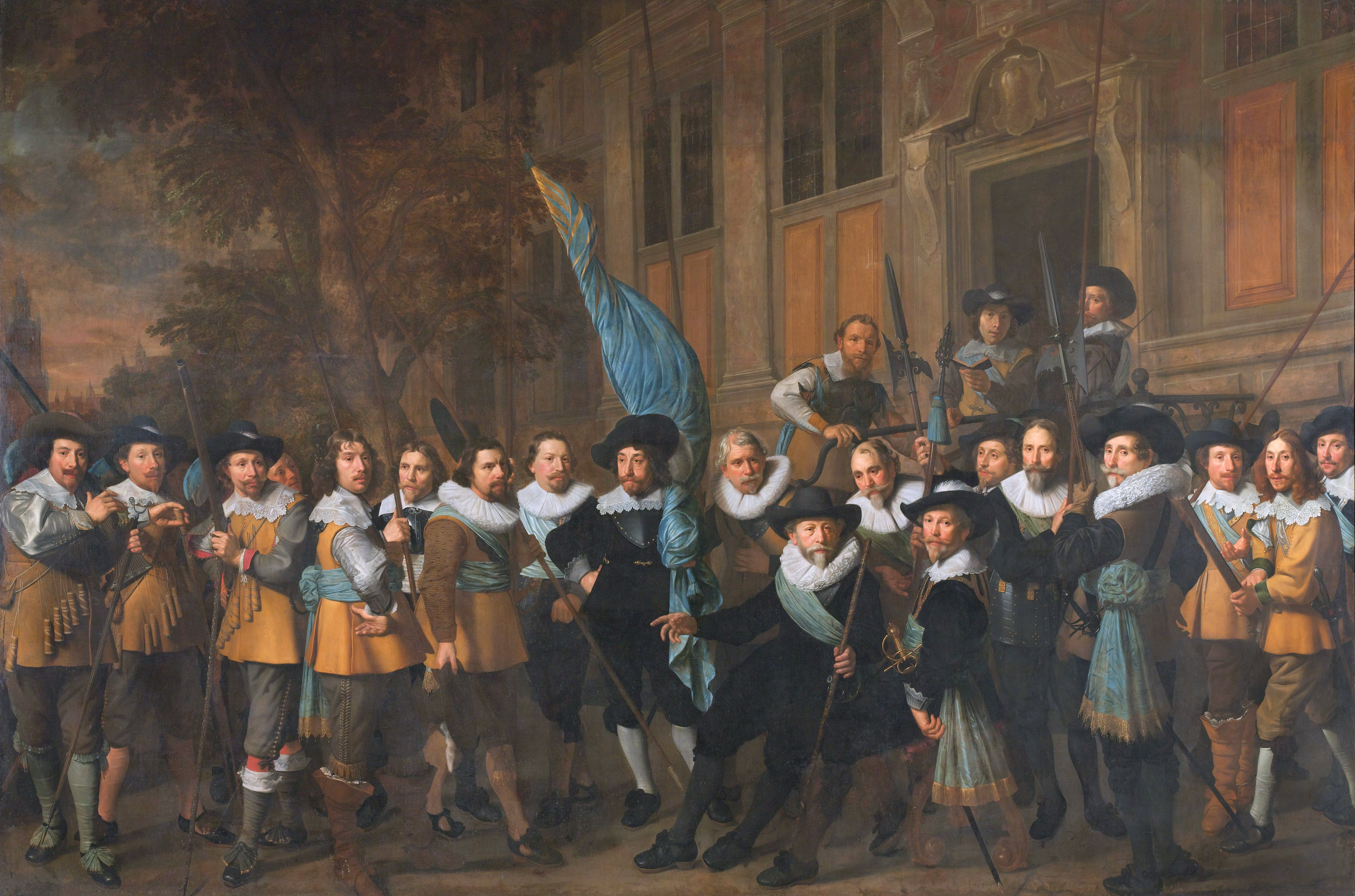
Офицеры и другие гражданские гвардейцы IV округа Амстердама под командованием капитана Яна Класа ван Влосвейка и лейтенанта Геррита Худде. 1642. Холст, масло. Рейксмюсеум, Амстердам
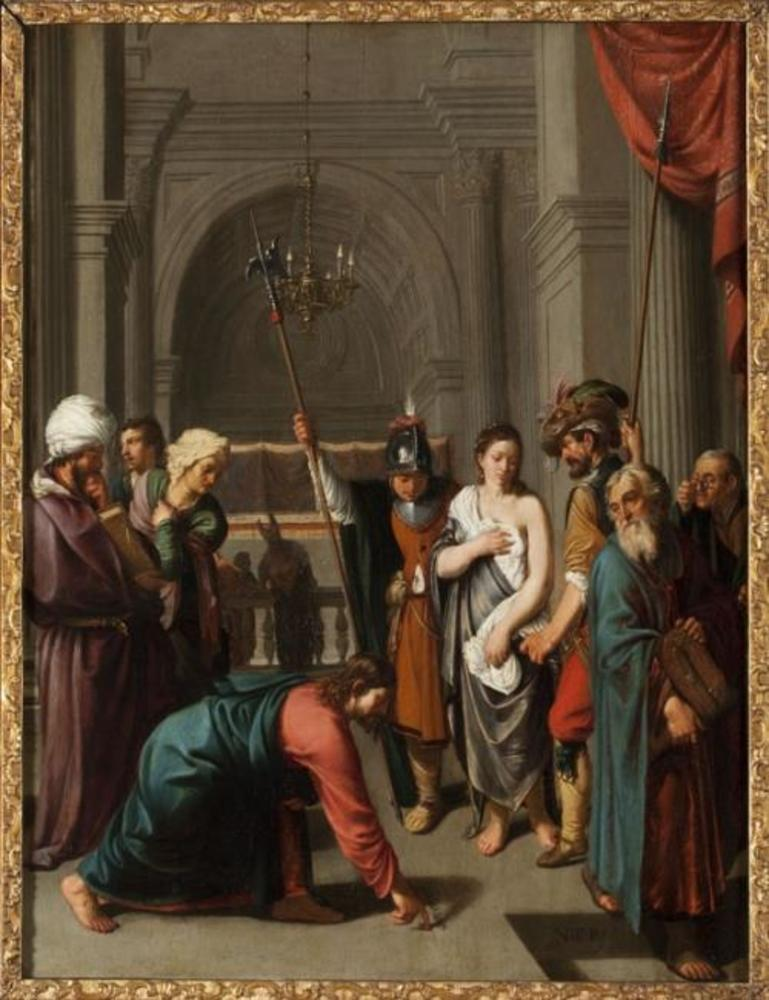
Христос и женщина, взятая в прелюбодеянии. Между 1625 и 1634. Дерево, масло. Музей монастыря Святой Екатерины, Утрехт
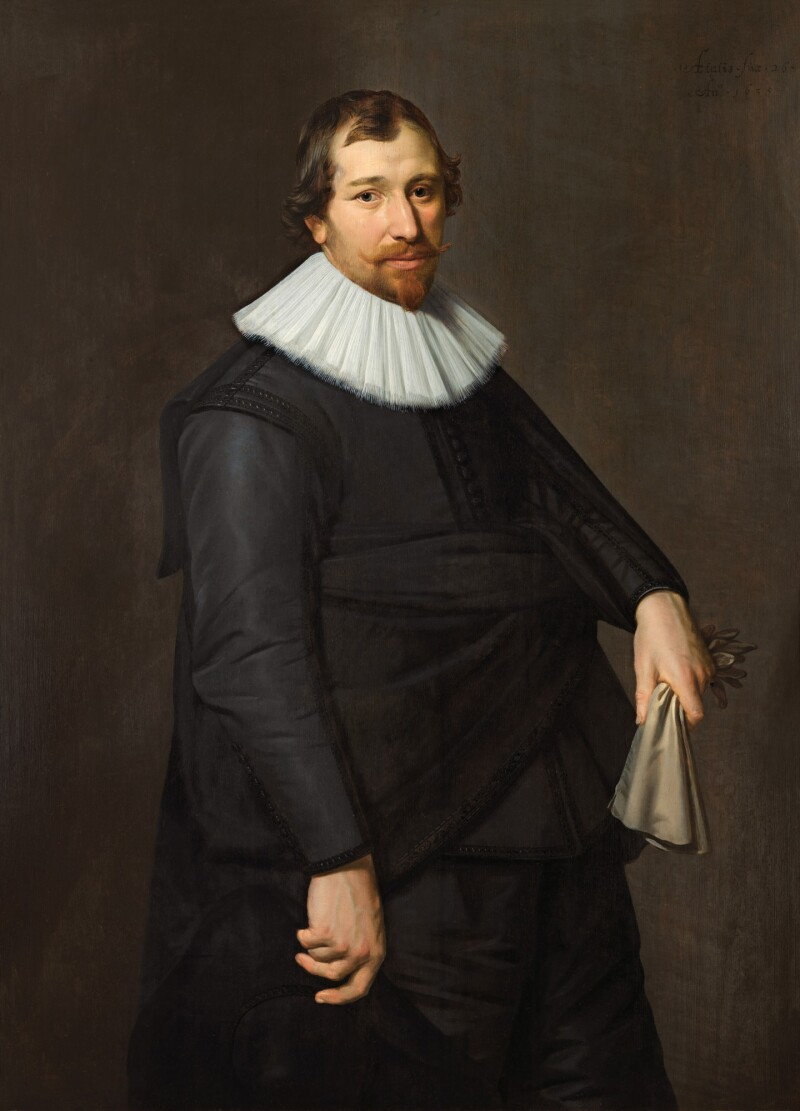
Портрет мужчины в чёрном, держащего пару лайковых перчаток. Дерево, масло. Частное собрание
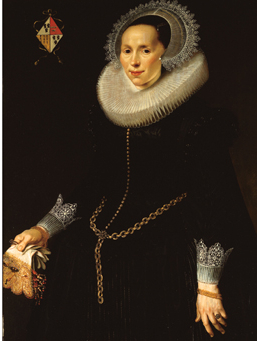
Портрет его жены, Иоанны Ле Мер, в три четверти роста, в чёрном платье с золотыми пуговицами, с белым кружевным головным убором, держащей пару искусно вышитых перчаток. Дерево, масло. Частное собрание